# Kurów (Kołbaskowo)

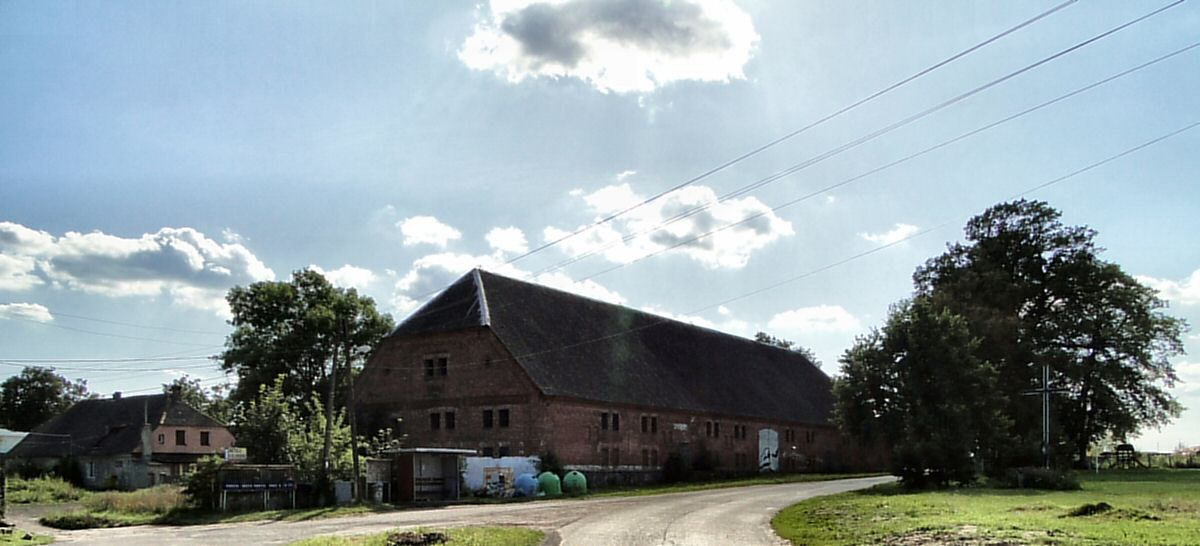
Speicher in Kurów

Kurów (deutsch Kurow) ist ein Dorf in der polnischen Woiwodschaft Westpommern. Das Dorf bildet einen Teil der Gmina Kołbaskowo (Landgemeinde Kolbitzow) im Powiat Policki (Pölitzer Kreis). Kurów liegt etwa 7 Kilometer südlich von Stettin (Szczecin) und etwa 21 Kilometer südlich von Police (Pölitz).